# Développement du rugby à XIII en Amérique latine
Le développement du rugby à XIII en Amérique latine désigne les opérations menées par les instances internationales du rugby à XIII ou les initiatives privées entreprises (parfois la combinaison des deux) pour promouvoir et encourager la pratique du rugby à XIII en Amérique centrale et du Sud. 

## Contexte du rugby à XIII en Amérique latine
En 2018, sur les 22 États ou territoires qui composent l'Amérique latine, presque aucun n'est membre affilié à part entière de la Rugby League International Federation, quatre nations représentées ayant le statut d'observateurs et appartenant à la zone Americas  : le Mexique, le Brésil, l'Argentine, le Guyana. Le Chili, dernier admis, est le seul à avoir le statut de membre affilié, mais sera rattaché à l'Asia Pacific Rugby League, pour lui permette de disputer les qualifications pour la Coupe du monde de rugby à XIII 2021 .
Le rugby à XIII est un sport d'introduction récente en Amérique latine, à l'inverse de sa situation en Amérique anglophone,. Il est en développement croissant mais se heurte à des difficultés géographiques : en effet les grandes distances entre les équipes affectent le développement du sport, ce qui pénalise notamment l'Argentine qui peine à trouver des adversaires et à dépasser son championnat national.

## Opérations de développement en cours

L'opération lancée pour faire jouer les « latinos » au rugby à XIII

La première opération notable de développement du sport en Amérique latine a été baptisée «  Latin Heat  » ; il s'agit d'une initiative privée de Rodrigo Millar, Carlos Astoga Gonzalez, et Diego Arellano, destinée à promouvoir le rugby à XIII auprès des « Latinos ». Elle consiste en un voyage organisé en septembre 2016 en Amérique du Sud, pour aider les équipes du Chili, d'Argentine et du Brésil à préparer un tournoi inaugural entre les trois nations, les 12 et 13 novembre 2016. Elle se concrétise sous la forme de « coaching » des équipes, mais aussi par des distributions d'équipements et maillots (gracieusement offerts par des établissements scolaires australiens).
L'Amérique centrale fait aussi partie des objectifs de développement de la RLIF, avec un projet au Salvador : dopé par l'expérience des Toronto Wolfpack au Canada en Amérique du Nord, un Australien, Chris Reid, espère ainsi créer un championnat dans le pays et est déjà parvenu à monter une équipe nationale qui a disputé un match contre le Chili (défaite 58 à 20). Une compétition, la « 2017 Harmony Cup » a même été créée pour permettre à de nouvelles équipes comme celle dU Salvador, de gagner du temps de jeu et de l'expérience en affrontant d'autres équipes naissantes du rugby à XIII.
L'Argentine connait également un développement certain, malgré l'opposition des « autorités quinzistes » locales à laquelle le président Carlos Varela attribue la sous-médiatisation qui frappe son sport : Buenos Aires est ainsi devenue le siège de la « Confederación Argentina de Rugby League », avec une équipe nationale qui a disputé un match face au Chili (victoire 16 à 0) et un petit championnat qui regroupe trois équipes (Miramar, Mar del Platà, et Buenos Aires). Il apparaît également que des parents retirent des clubs de rugby à XV leurs enfants, à cause des risques de blessures, ce qui favoriserait un certain engouement.
Quant au Chili, il semble le mieux armé pour le moment pour affronter la scène internationale treiziste, il sera en effet la première nation à disputer les qualifications pour la prochaine Coupe du monde, en s'appuyant notamment sur un championnat ayant pour base la ville chilienne de Los Ángeles et la ville d'Antofagasta. 
D'autres projets sont également évoqués comme l'introduction du rugby à XIII en Uruguay, en Équateur et au Costa Rica.   